# Mięśnie uda
Mięśnie uda – w anatomii człowieka grupa mięśni kończyny dolnej. Jest to największy objętościowo i jednocześnie najsilniejszy zespół mięśniowy ciała człowieka. 
Z punktu widzenia anatomii mięśnie tu należące podzielone zostały na trzy odrębne grupy, przedzielone przegrodami międzymięśniowymi: grupa przednia (prostowniki), grupa tylna (zginacze) i grupa przyśrodkowa (przywodziciele uda). Ich nazwy (z wyjątkiem grupy przyśrodkowej) pochodzą od głównego działania na staw kolanowy, mimo że część z nich działa również na staw biodrowy.

## Mięśnie grupy przedniej

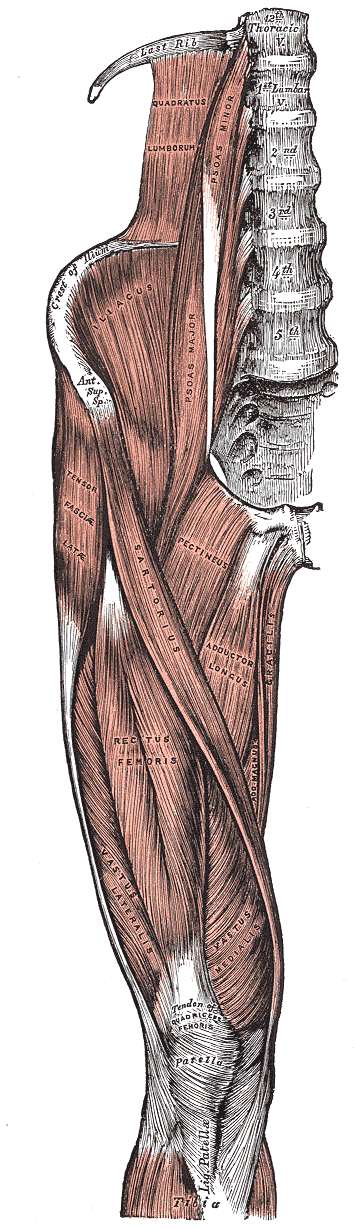
Mięśnie grupy przedniej uda

W obrębie tej grupy można wyróżnić mięśnie:
- mięsień krawiecki
- mięsień czworogłowy uda, który dzieli się na:
  - mięsień prosty uda
  - mięsień obszerny boczny
  - mięsień obszerny pośredni
  - mięsień obszerny przyśrodkowy
  - mięsień stawowy kolana[1]

Wszystkie mięśnie tej grupy unerwione są przez nerw udowy, a unaczynione przez tętnicę udową i jej odgałęzienia. Mięśnie grupy przedniej są zginaczami stawu biodrowego. Mięsień czworogłowy uda dodatkowo jest najsilniejszym prostownikiem stawu kolanowego, a mięsień krawiecki jest zginaczem stawu kolanowego.
Obecność nawet niewielkiej ilości płynu w jamie stawu kolanowego upośledza czynność tych mięśni. Zaburzenie równowagi pomiędzy wszystkimi mięśniami jest częstą przyczyną bólu w przedniej części kolana.

## Mięśnie grupy tylnej
Do grupy tej należą:
- mięsień dwugłowy uda
- mięsień półścięgnisty
- mięsień półbłoniasty[1]

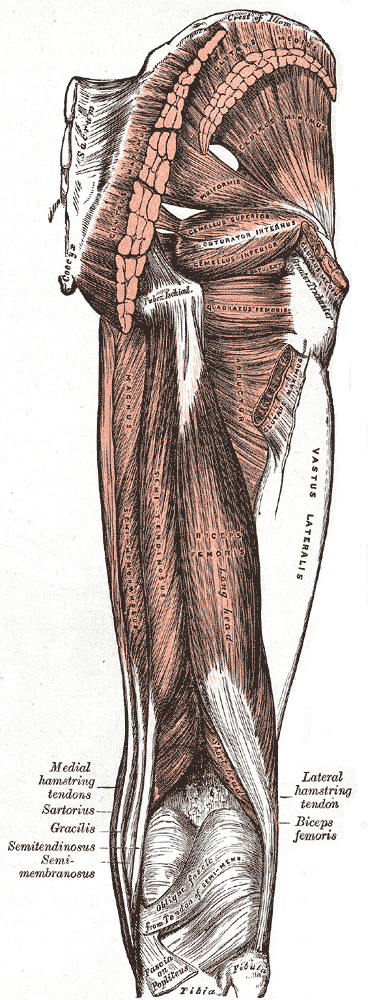
Mięśnie grupy tylnej uda

Mięśnie te są zginaczami stawu kolanowego i prostownikami stawu biodrowego z wyjątkiem głowy krótkiej mięśnia dwugłowego uda, która jest tylko zginaczem stawu kolanowego. Mięśnie grupy tylnej są unerwione przez nerw kulszowy oprócz głowy krótkiej, która unerwiona jest przez nerw strzałkowy wspólny. Unaczynienie podchodzi od odgałęzień tętnicy udowej (głównie tętnice przeszywające od tętnicy głębokiej uda) oraz od gałęzi tętnicy podkolanowej. 
Mięśnie grupy tylnej mogą ulegać rozerwaniom lub rozciągnięciom podczas uprawiania sportu, zwłaszcza biegów sprinterskich.

## Mięśnie grupy przyśrodkowej

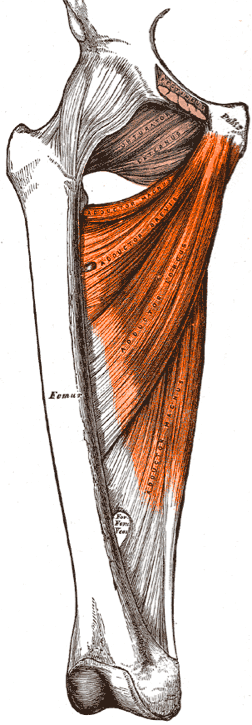
Mięśnie grupy przyśrodkowej uda

Mięśnie grupy przyśrodkowej można podzielić na 3 warstwy:
- przednia
  - mięsień grzebieniowy
  - mięsień przywodziciel długi
  - mięsień smukły
- środkowa
  - mięsień przywodziciel krótki
- tylna
  - mięsień przywodziciel wielki (czasem jego część tworzy osobny mięsień przywodziciel najmniejszy)[1]

Mięśnie tej grupy unerwione są przez nerw zasłonowy z wyjątkiem mięśnia grzebieniowego, który zwykle unerwiony jest przez nerw udowy. Unaczynienie pochodzi od odgałęzień tętnicy udowej i tętnicy zasłonowej. Czynność tych mięśni polega głównie na przywodzeniu uda.
Mięśnie te są często ostro przeciążone, gdy pacjent ulega poślizgnięciu lub gdy utrzymuje równowagę w sytuacji grożącej upadkiem. Ponadto przeciążenie ich może występować u kobiet, które w czasie stosunku mocno ściskają partnerów udami. W takim przypadku leczenie obejmuje zmianę pozycji seksualnej lub złożony program ćwiczeń relaksujących i wzmacniających te mięśnie.